# 加山雄三
加山雄三（1937年4月11日—），日本歌手、演員、作曲家 、吉他手、鋼琴家、畫家。本名池端直亮。暱稱若大將。作曲時使用的筆名為彈厚作。

## 生平
出生於神奈川縣橫濱市，是著名男演員上原謙（本名池端清亮，1909年11月7日 - 1991年11月23日）及女演員小櫻葉子（本名岩倉具子，1918年3月4日 - 1970年5月12日）的長子。成長於神奈川縣茅崎市，大學畢業於慶應義塾大學法學部政治學科，後於1960年進入東寶電影公司，同年出演第一部電影《男對男》。
1961年至1971年，連續主演著名的《若大將系列》影集，同時也為劇中的曲目作曲。
1965年12月發行的「君といつまでも」，銷售量達350萬枚，並入圍1966年第八回日本唱片大賞，雖最終在最大獎以23票比16票敗給橋幸夫發行的「霧氷」，但仍奪得個人特別獎，並獲得當年度第17回NHK紅白歌合戰出場邀請。
1970年，與女演員松本美惠子結婚，育有2子2女。

## 影劇作品

### 主要電影
- 《男對男》（1960年）
- 《獨立愚連隊西進》（1960年）
- 《暗黑街的彈痕》（1961年）
- 《破曉決死鬥》（1961年）
- 《紅之海》（1961年）
- 《椿三十郎》（1962年）
- 《紅之空》（1962年）
- 《溝鼠作戰》（1962年）
- 《忠臣藏》（1962年）
- 《太平洋之翼》（1963年）
- 《戰國野郎》（1963年）
- 《青島要塞轟炸襲擊令》（1963年）
- 《紅鬍子》（1965年）
- 《姿三四郎》（1965年）
- 《零式戰鬥機大空戰》（1966年）
- 《大菩薩嶺》（1966年）
- 《啊嫁給我吧》（1966年）
- 《日本最長的一日》（1967年）
- 《聯合艦隊司令長官 山本五十六》（1968年）
- 《日本海大海戰》（1969年）
- 《蝦夷館的決鬥》（1970年）
- 《激動的昭和史 軍閥》（1970年）
- 《激動的昭和史 沖繩決戰》（1971年）
- 《ESPY》（1974年）
- 《八甲田山》（1977年）
- 《零戰燃燒》（1984年）
- 《霹靂火》（1995年）
- 《東京快遞（日语：メッセンジャー (映画)）》（1999年）